# Rhododendron keysii
Espèce
Classification phylogénétique
Rhododendron keysii est une espèce de plantes à fleurs du genre Rhododendron et de la famille des Ericaceae. C'est une espèce lépidote (qui a des écailles) que l'on trouve dans les montagnes du Bhoutan, du Sikkim, de l'Assam et des parties sud et sud-est du Tibet.

## Description
Ses feuilles lancéolées, regroupées par 5 ou 7, mesurent entre 8 et 10 cm de longueur et de 3,3 à 4 cm de largeur. Elles sont recouvertes de petites écailles brunes à l'envers. La nervure principale peu visible est jaune clair.
Cette espèce est caractérisée par ses fleurs tubulaires retombantes, en inflorescence de 3 à 6 fleurs dont la corolle mesure de 2,5 cm à 3,5 cm de longueur, terminée par cinq petits lobes pointus. La fleur est rouge orangé tirant sur le jaune sur son pourtour. Les pistils rectilignes sont plus longs que la corolle.
Il fleurit en juin-juillet et donne des fruits en octobre.

## Habitat
Rhododendron keysii croît sur les pentes montagneuses à une altitude comprise entre 2 500 mètres et 3 500 mètres.